# Malenia nigripes
Malenia nigripes är en insektsart som först beskrevs av Frederick Arthur Godfrey Muir 1930.  Malenia nigripes ingår i släktet Malenia och familjen Derbidae. Inga underarter finns listade i Catalogue of Life.